# Цюаньчжоу
Цюаньчжоу — місто у китайській провінції Фуцзянь. Протягом X—XIV ст. Цюаньчжоу, був одним з найважливіших китайських портів на історичному Морському Шовковому шляху, що зв'язував Китай з країнами Південно-Східної Азії і Близьким Сходом. Тут будувалися кораблі знаменитого флотоводця середньовіччя Чжен Хе, який очолював плавання китайських флотилій до Індії, Персії і Аравії.

## Історія
Раніше відомий як Зайтун, названий так арабськими купцями, порт приймав проходячих повз мореплавців і мандрівників різних культур і релігій. Для того, щоб вразити прибулих в порт моряків, в гавані Цюаньчжоу були посаджені еритрини, які квітли червоним. Таким чином, арабська назва міста «Зайтун» виходить з китайської назви рослини «Цзітун». Початок торгових і культурних взаємодій з іншими регіонами, зокрема, з містами на узбережжі Південно-Китайського моря, доходить на раннє правління південно-китайських династій в VI столітті нашої ери. Згодом порт став одним з чотирьох найбільш використовуваних китайських портів при династії Тан (618—907 роки н. е.) і при династії Юань (1271—1368 роки н. Е.).
Низка відомих середньовічних дослідників, таких як Марко Поло, Одоріко Порденоне та ібн-Батута, відвідувала Цюаньчжоу і описала порт як одну з найбільших гаваней у світі: «портове місто з кораблями всіх розмірів з усіх куточків світу, які приставали до дебаркадера і знову йшли в плавання, динамічні ринки, на яких торговці з різних регіонів обмінювалися товарами».
Знайдені затонулі судна в бухті Цюаньчжоу, серед яких також був вітрильний корабель з дерев'яним корпусом, є доказом динамічної активності і процвітання порту. У період імперії Сун (960—1279 рр.), поряд з тим фактом, що Цюаньчжоу був великим центром торгівлі та обмінів на Морському Шовковому шляху, місто займало позицію лідера в кораблебудуванні та розвитку навігаційних технологій.
У Цюаньчжоу збиралися мореплавці, купці і дослідники з різних куточків світу, завдяки їхній присутності в місті панувало мирне співіснування різних етнічних і релігійних груп. Про це свідчить безліч історичних релігійних об'єктів і пам'яток в Цюаньчжоу. Храм Кайюань з вежами-близнюками є найдавнішим буддійським храмовим комплексом в Китаї, а статуя Лаоцзи, легендарного засновника даосизму, — одна з найбільших китайських статуй цього виду. Древня китайська мечеть Цінцзін — свідок тривалої взаємодії Цюаньчжоу з арабським ісламським світом. У маніхейському храмі Кан Ан («Солом'яна хатина») знаходиться єдина статуя манихейского пророка Мані.
1991-го року група фахівців ЮНЕСКО побувала в місті. Протягом п'яти днів перебування, в результаті численних зустрічей і консультацій з міжнародними та місцевими експертами Шовкового шляху, ЮНЕСКО рекомендувала створити в Цюаньчжоу навчальний центр морського Шовкового шляху.

## Географія
Лежить на південно-східному узбережжі Китаю, поблизу бухти Ган у Тайванській протоці.

### Клімат
Місто знаходиться у зоні, котра характеризується вологим субтропічним кліматом. Найтепліший місяць — липень із середньою температурою 29.2 °C (84.6 °F). Найхолодніший місяць — січень, із середньою температурою 13 °С (55.4 °F).
| Клімат Цюаньчжоу        | Клімат Цюаньчжоу | Клімат Цюаньчжоу | Клімат Цюаньчжоу | Клімат Цюаньчжоу | Клімат Цюаньчжоу | Клімат Цюаньчжоу | Клімат Цюаньчжоу | Клімат Цюаньчжоу | Клімат Цюаньчжоу | Клімат Цюаньчжоу | Клімат Цюаньчжоу | Клімат Цюаньчжоу | Клімат Цюаньчжоу |
| Показник                | Січ.             | Лют.             | Бер.             | Квіт.            | Трав.            | Черв.            | Лип.             | Серп.            | Вер.             | Жовт.            | Лист.            | Груд.            | Рік              |
| Середня температура, °C | 13               | 13               | 15,4             | 19,9             | 23,7             | 26,6             | 29,2             | 28,9             | 27,3             | 23,8             | 19,5             | 15,1             | 21,3             |
| Норма опадів, мм        | 41.3             | 73.8             | 107.1            | 141              | 173.3            | 223              | 148.3            | 164.7            | 130.3            | 35.7             | 35.8             | 25.3             | 1299.6           |
| Днів з опадами          | 9,9              | 12,5             | 14,6             | 15,4             | 17,5             | 17,2             | 10,2             | 12,5             | 9,6              | 7                | 7,3              | 7,9              | 141,6            |
| Вологість повітря, %    | 74.7             | 78.9             | 80.8             | 81.5             | 83.3             | 84.4             | 79.6             | 79.5             | 77.1             | 72.2             | 71.7             | 72.5             | 78               |
| ----------------------- | ---------------- | ---------------- | ---------------- | ---------------- | ---------------- | ---------------- | ---------------- | ---------------- | ---------------- | ---------------- | ---------------- | ---------------- | ---------------- |
| Джерело: Weatherbase    |                  |                  |                  |                  |                  |                  |                  |                  |                  |                  |                  |                  |                  |

## Адміністративний поділ
Міський округ поділяється на 4 райони, 3 міста і 4 повіти:
| Карта                                                                                                  | Карта     | Карта    | Карта            |
| --- | --------- | -------- | ---------------- |
| Дехуа Юнчунь Аньсі Наньань ① ② ③ ④ ⑤ Хуейань ⑥ ① Лоцзян ② Фенцзє ③ Лічен ④ Цзіньцзян ⑤ Цюаньган ⑥ Шиши |           |          |                  |
| Статус                                                                                                 | Назва     | Оригінал | Населення (2020) |
| Район                                                                                                  | Лічен     | 鲤城区   | 428 361          |
| Район                                                                                                  | Лоцзян    | 洛江区   | 247 172          |
| Район                                                                                                  | Фенцзє    | 丰泽区   | 698 557          |
| Район                                                                                                  | Цюаньган  | 泉港区   | 354 296          |
| Місто                                                                                                  | Наньань   | 南安市   | 1 517 514        |
| Місто                                                                                                  | Цзіньцзян | 晋江市   | 2 061 551        |
| Місто                                                                                                  | Шиши      | 石狮市   | 685 930          |
| Повіт                                                                                                  | Аньсі     | 安溪县   | 1 003 599        |
| Повіт                                                                                                  | Дехуа     | 德化县   | 332 148          |
| Повіт                                                                                                  | Хуейань   | 惠安县   | 1 030 626        |
| Повіт                                                                                                  | Юнчунь    | 永春县   | 422 531          |